# Pietr le Letton
Cet article concerne le téléfilm. Pour le roman, voir Pietr-le-Letton.
Pour plus de détails, voir Fiche technique et Distribution.
Pietr le Letton est un téléfilm français réalisé par Jean-Louis Muller, qui fait partie de la série Les Enquêtes du commissaire Maigret, d'après le roman homonyme de Georges Simenon.
Il a été adapté par Jacques Rémy et Claude Barma. La première diffusion date du 20 juillet 1972 ; l'épisode, d'une durée de 82 minutes, est en couleur.
Il s'agit du premier épisode de la série en couleur. Il existe une symbolique puisque Pietr-le-Letton est le premier roman de Georges Simenon qui raconte les enquêtes du Commissaire Maigret.

## Synopsis
Chargé de la surveillance d'un escroc international, le commissaire Maigret essaie d'éclaircir la situation de ce personnage mystérieux et énigmatique. Il le suit dans son quotidien et remarque qu'il prend des identités différentes pour abuser de certaines personnes et mener un double jeu. Ainsi, il arrive à côtoyer une population riche et puissante tout en arrivant à se camoufler dans une misère totale. Maigret assiste à ces manigances avec une étrange admiration...

## Fiche technique
- Titre : Pietr le Letton
- Réalisation : Jean-Louis Muller
- Adaptation : Claude Barma et Jacques Rémy
- Dialogues : Jacques Rémy et Claude Barma
- Musique : Raymond Bernard
- Directeur de la photographie : André Diot
- Décors : Alain Nègre
- Ensemblier : Roger Delsaux
- Costumes : Daniel Droegmans
- Ingénieurs du son : Paul Giacobbi et Édouard Hoffmann
- Cadreurs : Claude Mathé et Dominique Le Rigoleur
- Montage : Paul Loizon et Hedi Helaoui
- Bruitage : Albert Platzman
- Mixage : N'Guyen Daï Hong
- Assistants réalisateur : Christian Gomila et Georges Bensoussan
- Script-girl : Hélène Le Cornec
- Chef d'atelier : Margot Caron
- Chef de production : Dominique Bozzi

## Distribution
- Jean Richard : Commissaire Maigret
- Dimitri Rafalsky : Pietr-le-Letton
- Danièle Ajoret : Madame Swann
- Marta Alexandrova : Anna Gorskine
- Ellen Bahl : Madame Mortimer
- Christian Bouillette : l’inspecteur
- Claude Carvin : le bistrot de Pigalle
- Tom Clarke : Monsieur Mortimer
- Georges Dupuy : le chef de gare
- François Dyrek : Le patron du bistrot de Chantilly
- Maurice Gautier : inspecteur Torrence
- Jacques Giraud : Dufour
- Jean Lanier : le directeur de la P.J.
- Éric Laudun : le réceptionniste du Piazza
- François Maisongrosse : Monsieur Moutet
- Manu Pluton : le barman de la boîte de nuit (comme Emmanuel Pluton)
- Jean-Christophe Quef : le gérant de l’hôtel
- Frédéric Santaya : Moers
- Anny Weinberger : la bonne
- Yvonne Wingerter : Madame Moutet
- Roland Malet : un consommateur à la boite de nuit (non crédité)